# ブレイク・ミッチェル
ブレイク・ミッチェル（Blake Mitchell, 2004年8月3日 - ）は、アメリカ合衆国のプロ野球選手（捕手）。右投左打。MLBのカンザスシティ・ロイヤルズ傘下所属。

## 経歴
高校時代の2022年にWBSC U-18ワールドカップのアメリカ合衆国代表に選出された。また、卒業後はルイジアナ州立大学へ進学する予定であることを発表した。
2023年のMLBドラフト1巡目（全体8位）でカンザスシティ・ロイヤルズから指名され、予定していた大学進学を取りやめプロ入り。契約金は490万ドル。

## 詳細情報

### 代表歴
- 2022 WBSC U-18ワールドカップ アメリカ合衆国代表